# Charles Renouvier

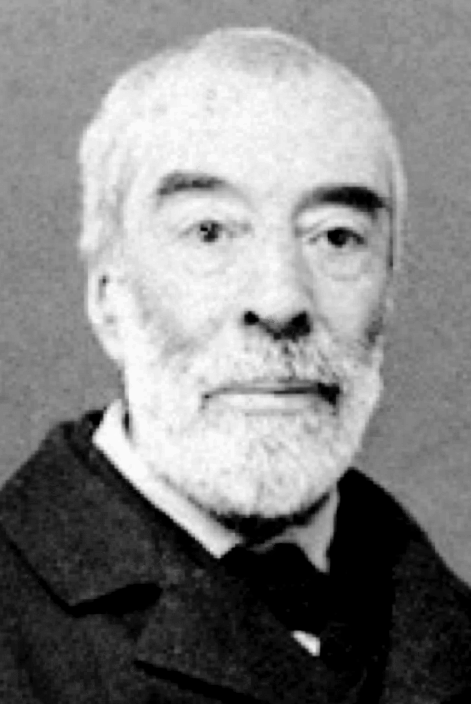
Charles Renouvier

Charles-Bernard Renouvier (* 1. Januar 1815 in Montpellier; † 1. September 1903 in Prades) war ein französischer Philosoph, der außerhalb akademischer Kreise ein idealistisches System der Philosophie errichtete (Neokantianismus). Er wird auch zu den frühen Personalisten gezählt.
Der Vater Jean Antoine Renouvier (1777–1863)  war Anwalt, Parlamentsmitglied der Liberalen für das Hérault, Anhänger der Julirevolution von 1830 und stellvertretender Bürgermeister von Montpellier. Der Bruder Jules Renouvier (1804–1860) war ebenfalls Politiker (Stadtrat in Montpellier, Deputierter) und Kunsthistoriker für Gravuren. Charles Renouvier studierte von 1834 bis 1836 insbesondere Mathematik an der École polytechnique in Paris. Anfangs hatte er ein Interesse für Politik. 1848 veröffentlichte er ein Manuel républicain de l’homme et du citoyen, der teilweise sozialistische Ideen vertrat, und dessen Unterstützung durch Hippolyte Carnot war der Anlass zu dessen Fall als Bildungsminister. 1851 entwarf er mit anderen ein Projekt der Organisation communale et centrale de la république, das Ideen einer direkten Demokratie vertrat. Er lebte danach zurückgezogen und widmete sich dem Schreiben und der Philosophie. Später zog er in die Pyrenäen in die Nähe seines Schülers Louis Prat, der am Collège in Perpignan lehrte.
Sein Ausgangspunkt waren die drei Kritiken von Immanuel Kant und er bezeichnete seine Philosophie als Neokritizismus, er zog aber ganz andere Schlussfolgerungen. So lehnte er das Ding an sich ab, lehnte allgemein nicht-beobachtbare Entitäten wie alle Formen von Unendlichkeit ab. Phänomene sind allein Erscheinungen ihrer selbst und keiner dahinterstehenden Entitäten und jedes  Phänomen wird durch seine Beziehung  zu anderen Phänomenen erfahren. Er sah darin eine Ähnlichkeit zur Individualität einzelner Zahlen, die aber dennoch mit anderen Zahlen in Relation stehen. Außerdem betonte er die Verwurzelung des Denkens in der Erfahrung der einzelnen Person. Er verneinte jede Verbindung der Moralität zu universellen Gesetzen, sondern ist in jedem einzelnen Individuum, das wesentlich durch seinen freien Willen gekennzeichnet ist. Ein traditioneller Gott ist nach ihm kein Absolutes, sondern die moralische Ordnung selbst, die ständig perfektioniert werden kann, und Glaube ein Akt des freien Willens zur Anerkennung des moralisch Guten. In seinen Ansichten zur Religion nahm er Anleihen bei Gottfried Wilhelm Leibniz.
Er war in Frankreich sehr einflussreich und hatte im Ausland unter anderem Einfluss auf William James.
Der Begriff Uchronia für eine fiktive Zeitepoche der Weltgeschichte wurde von ihm mit seinem Roman Uchronie (L'Utopie dans l'histoire), esquisse historique apocryphe du développement de la civilisation européenne tel qu'il n'a pas été, tel qu'il aurait pu être (1876) geprägt (Alternativweltgeschichte).
Eine Straße im 20. Arrondissement in Paris ist nach ihm benannt und eine Schule in Prades.

## Schriften (Auswahl)
- Essais de critique générale, 1854 bis 1864
- Science de la morale, 1869, Bibliothèque de philosophie contemporaine, Félix Alcan 1908
- Uchronie, 1876
- Comment je suis arrivé à cette conclusion, 1885
- Esquisse d'une classification systématique des doctrines philosophiques, 1885, 1886
- Philosophie analytique de l'histoire, 1896, 1897
- La Nouvelle Monadologie, 1899
- Histoire et solution des problèmes métaphysiques, 1901
- Victor Hugo: Le Poète, 1893
- Victor Hugo: Le Philosophe, 1900
- Les Dilemmes de la métaphysique pure, 1901
- Le Personnalisme, suivi d'une étude Sur la perception externe et sur la force, Bibliothèque de philosophie contemporaine,Paris, Félix Alcan, 1903.1903
- Critique de la doctrine de Kant, Bibliothèque de philosophie contemporaine,Félix Alcan 1906 (Herausgeber L. Prat)
- Les derniers entretiens, Bibliothèque des textes philosophiques, Vrin 1930 (Hrsg. L. Prat)

Außerdem veröffentlichte er teilweise sehr umfangreiche Artikel über Philosophie und Philosophen in der Encyclopédie nouvelle.